# Президентская кампания Франсуа Фийона (2017)
Президентская кампания Франсуа Фийона, экс-премьер-министра Франции в период президентства Николя Саркози (2007—2012), де-факто началась в день, когда Фийон подтвердил свои намерения выдвигаться на пост Президента Франции — 15 апреля 2015 года. В прошлом он был региональным политиком в Землях Лауры, депутатом Национального собрания, а позже министром в правительствах Эдуара Балладюра, Алена Жюппе и Жан-Пьера Раффарена. Фийон — один из основателей «Союза за президентское большинство», возникшего в поддержку Жака Ширака.
Главным соперником Франсуа Фийона внутри своей партии, «Республиканцы», стал Ален Жюппе, набравший во втором туре на внутрипартийных выборах 33,51 % против 66,49 % у Фийона. Помимо них в праймериз участвовали Николя Саркози, Натали Косцюшко-Моризе, Брюно Лё Мэр, Жан-Фредерик Пуассон и Жан-Франсуа Копе.

## Предыстория
Впервые о своём желании участвовать в президентских выборах Фийон заявил 9 мая 2013 года во время визита в Японию. В 2015 году вышла его книга-программа «Делать», в которой были изложены политические взгляды Фийона и предложения по реформированию страны.

Логотип Франсуа Фийона на праймериз

После итогов первого тура внутрипартийных выборов Фийона поддержали экс-президент Саркози и другие участники праймериз. Почти половина парламентариев и членов политбюро «Республиканцев» высказались в его пользу, а также крайне правые деятели, в том числе бывшие члены «Национального фронта», порвавшие со своей партией.

## Ход кампании
В сентябре 2016 года в дополнение к книге «Делать» вышла работа Фийона «Побеждая исламский тоталитаризм», занявшая восьмое место среди книг национальных политических деятелей за 2016 год. В ней, в частности, он пишет следующее: «кровавое вторжение исламизма в нашу ежедневную жизнь может оказаться провозвестником третьей мировой войны».
В конце ноября — начале декабря 2016 года Фийон стал считаться фаворитом опросов общественного мнения по поводу предстоящих президентских выборов. В связи со скандалом в январе 2017 года Фийон в последний раз занимал первое место в социологических опросах, а с конца февраля — в последний раз второе место.
Один из выпусков французской газеты «Libération» вышел с Фийоном в образе Маргарет Тэтчер на обложке, подчёркивая их политическую связь.
5 марта 2017 года в Париже прошла демонстрация в его поддержку. Штаб Фийона заявил о 200 тысячах участников, в то время как силы правопорядка и журналисты говорили о 35—50 тысячах.

### Программа
На выборах Фийон пообещал сделать акцент на вопросах национальной идентичности, призыве возвратиться к «старой доброй Франции», белой и католической. Однако бо́льшую часть его программы заняли вопросы экономики и его стратегия «шоковой терапии», которая бы позволила выйти из экономического кризиса.
Франсуа Фийон — неолиберал, сторонник свободного рынка и рыночных реформ. Будучи правоцентристом, он заявлял о себе как о поклоннике Маргарет Тэтчер. Выступает за снижение налогов, сокращение государственного сектора и смягчение трудового законодательства, что, по его мнению, должно помочь Франции стимулировать экономический рост.
В его планах было снизить налог на прибыль с 33 % до 25 %. В рамках реформирования трудового кодекса он предложил упростить увольнение работников, а также заменить 35-часовую рабочую неделю на 48-часовую, а также выступал за повышение пенсионного возраста до 65 лет. Кроме того, в его обещания входили сокращение количества госслужащих на 500 тысяч рабочих мест и изменения в системе социального обеспечения страны путём урезания пособий по безработице. Предлагал отменить систему государственного медицинского страхования. Одной из первых мер, которые он предпримет, если придёт к власти, называл прекращение досрочного выхода на пенсию для большинства работников государственного сектора.
Лично выступал против ЛГБТ-браков и абортов, но заявлял, что не стал бы отменять законы, легализующие их, однако предлагал ограничить права однополых пар на усыновление, желая «восстановить институт родительства». Выступал за изменение подхода к преподаванию национальной истории в школах и за возвращение школьной формы.
Франсуа Фийон предлагал ввести административный контроль над исламом, распустить салафитские организации и запретить молитвы на арабском языке в мечетях, поддерживал запрет на ношение мусульманских бурки и никаба на пляжах.
По его мнению, российский президент Владимир Путин не представляет угрозы для Запада и должен быть партнёром для Европы, а не её соперником. Фийон открыто призывал к полной отмене санкций против России. При этом не признал аннексию Крыма и говорил, что у Франции и России есть расхождения в политическом видении мира, подчёркивая, что Россию будет необходимо приобщить к европейским ценностям, а политика санкций ведёт только к ужесточению режима Путина. Его подробная позиция по поводу статуса Крымского полуострова была высказана за несколько дней до первого тура президентских выборов: «нужно соблюдать два фундаментальных и противоречивых принципа — уважение границ и международного права, а также право народа на самоопределение… никто не может отрицать, что Крым исторически, культурологически, лингвистически является русским». Также Фийон усомнился в правильности решения о предоставлении независимости Республике Косово.

### Финансирование
В планах штаба было потратить немного меньше 17 миллионов евро в первом туре и 22,5 миллиона в гипотетическом втором туре. Расчёт был на «прибыль» от ноябрьских праймериз — каждый из 8,5 миллиона пришедших на них избирателей заплатил по 2 евро, что дало в общей сложности 17 миллионов. На пожертвования сторонников пришлось ещё более 3 миллионов. Кроме того, бывший премьер занял 5 миллионов из бюджета «Республиканцев», также у Фийона была возможность взять займ у микропартии «Республиканская сила», которую он основал в 2012 году.

### Скандал
В конце января 2017 года было опубликовано журналистское расследование, обнародовавшее, что супруга Фийона Пенелопа с перерывами с 1986 года по 2013 год была оформлена в качестве личной помощницы политика в Национальном собрании. По утверждениям издательства, не выполняя никаких обязанностей, она ежемесячно получала зарплату, в общей сложности получив не менее 600 тысяч евро, а ещё около 100 тысяч она заработала в 2013 году в качестве сотрудницы журнала, принадлежащего одному из друзей Фийона. Позже выяснилось, что с 2005 по 2007 годы в парламентском аппарате в качестве юридических консультантов числились также дочь и сын Фийона, которые тогда ещё учились в университете и, вероятно, не имели лицензии для подобной работы.
После разразившегося скандала в отставку подали видные деятели избирательного штаба: пресс-секретарь Тьерри Солер, казначей предвыборной кампании Жиль Бойе, старший советник Брюно Лё Мэр, а позже и глава штаба — Патрик Стефанини. За снятие кандидатуры республиканца выступил 71 % опрошенных французов. Кроме того, сторонники бывшего президента Саркози выступили с инициативой заменить правого кандидата. Однако Ален Жюппе, номер два на внутрипартийных выборах, отказался от идеи занять место Фийона, а на чрезвычайном совещании политического комитета партии было решено оставить прежнюю кандидатуру.
В начале февраля Франсуа Фийон извинился за законное устройство на работу своих родственников: «то, что считалось приемлемым вчера, больше таковым не является; это была моя ошибка, я глубоко сожалею и приношу свои извинения». В марте ему было предъявлено обвинение в присвоении государственных средств.

## Результаты
23 апреля по итогам первого тура Франсуа Фийон занял третье место и выбыл из президентской гонки, набрав 20,01 % или 7 213 797 голосов избирателей. Согласно результатам экзит-поллов, он набрал 45 % голосов среди лиц старше 70 лет и 27 % среди лиц в возрасте от 60 до 69 лет, однако от 8 % до 13 % в возрастной группе от 18 до 59 лет. Впервые в истории Пятой республики парламентские правоцентристы не были представлены во втором туре президентских выборов.
После поражения Фийон призвал голосовать за Макрона во втором туре, поскольку считает, что «экстремизм («Национального фронта») может принести Франции только несчастье и раскол», и объявил об уходе из политики.